# Curro Rivera
Francisco Rivera Agüero, más conocido como Curro Rivera (México, D. F., 17 de diciembre de 1951 - 23 de enero de 2001), fue un torero mexicano.

## Trayectoria
Hijo del también matador de toros Fermín Rivera, tomó la alternativa el 14 de septiembre de 1967 en Torreón, siendo su padrino Joselito Huerta. El 16 de febrero de 1968 obtuvo la confirmación en la Plaza México, y de la mano de Antonio Bienvenida, lo hizo en Las Ventas el 18 de mayo de 1971.
Durante 1971 realizó 58 corridas en España. Consiguió torear en 10 ocasiones en Las Ventas, obteniendo 9 orejas. Una de ellas fue la que le arrancó a un astado de Samuel Flores el día de la confirmación de la alternativa, en una terna integrada por Antonio Bienvenida y Andrés Vázquez. Repitió hazaña en la Corrida de la Beneficencia de ese mismo año y cortó cuatro orejas a sendos morlacos de Felipe Bartolomé. Reincidió en su gesta un año después, en la misma plaza, cortando otras cuatro a dos ejemplares de Atanasio Fernández. 
Su periodo de mayor esplendor abarcó desde 1972 a 1992, cuando se retiró para abrir una escuela de tauromaquia en San Luis Potosí. No obstante volvió a los ruedos poco después (1993), aunque de nuevo lo abandonó. Sus apariciones a partir de ese momento fueron fugaces.
Fue considerado uno de los grandes toreros mexicanos de la década de 1970, celebrando a lo largo de su vida profesional más de mil quinientas corridas. Destacaba por su heterodoxia no exenta de valentía. Su última corrida fue en noviembre de 2000, junto a El Juli y José Ortega Cano. 
"Su última corrida fue en la plaza San Miguel de Uriangato, Gto., el 25 de diciembre de 2000, organizada por el infatigable promotor Pepe San Martín... Alternó con Rafael Ortega y Fermín Spínola en la lidia de ejemplares de su padrino, el también ganadero Joselito Huerta... Vale la pena anotar que el toro que cerró su brillantísima carrera se llamó "Charro"... Esa tarde cortó las dos orejas de los toros lidiados..."
En la tarde del 23 de enero de 2001, falleció de un infarto en una tienta de toros en la antigua ganadería de su padre, La Alianza, en el Estado de Jalisco, a los 49 años. Había rebasado las mil corridas a lo largo de su carrera. Hizo el paseíllo en la Monumental de México un total de 70 veces, cosechando 40 orejas, 6 rabos y dos estoques de oro en las temporadas 71 y 72. Fue el creador del pase el circurret. Sus restos reposan en San Luis Potosí. 